# Stubica (Lazarevac)
Stubica (em cirílico:Стубица) é uma vila da Sérvia localizada no município de Lazarevac, pertencente ao distrito de Belgrado, na região de Kolubara. Possuía uma população de 269 habitantes segundo o censo de 2002.

## Demografia
| 1948 | 1953 | 1961 | 1971 | 1981  | 1991 | 2002 |
| ---- | ---- | ---- | ---- | ----- | ---- | ---- |
| 608  | 605  | 527  | 955  | 1 026 | 302  | 269  |